# أندي غراي (لاعب كرة قدم بريطاني)
أندي غراي (بالإنجليزية: Andy Gray)‏ (15 نوفمبر 1977 في المملكة المتحدة - ) هو لاعب كرة قدم بريطاني في مركزي الهجوم ومهاجم ‏. شارك مع منتخب اسكتلندا لكرة القدم. أما مع النوادي، فقد لعب مع أولدهام أثلتيك وبرادفورد سيتي وبريستون نورث إيند وتشارلتون أثلتيك وشيفيلد يونايتد وليدز يونايتد ونادي بارنسلي ونادي بوري ونادي بيرنلي ونادي سندرلاند ونوتينغهام فورست.

## مسيرته الكروية
لعب أندي غراي خلال مسيرته الاحترافية مع 11 ناديًا في سبعة وعشرون موسمًا وسجل خلالها 109 هدف ضمن 489 مباراة. ولم يفز بأي موسم بالكأس أو بالدوري.
خاض أندي غراي مسيرته مع نادي ليدز يونايتد في موسم 1995–96 واستمر معه طيلة ثلاثة مواسم، مشاركًا في 30 مباراة سجل خلالها هدفًا واحدًا. ثم انتقل إلى نادي بوري في موسم 1997–98 لمدة موسم واحد، حيث شارك في 6 مباريات سجل خلالها هدفًا واحدًا أيضًا. لينتقل بعدها إلى نادي أولدهام أثلتيك في موسم 1998–99 لمدة موسم واحد، مشاركًا في 4 مباريات سجل خلالها هدفًا واحدًا أيضًا. ثم انتقل إلى نادي نوتينغهام فورست في موسم 1999–00 واستمر معه طيلة ثلاثة مواسم، مشاركًا في 64 مباراة سجل خلالها هدفًا واحدًا أيضًا. هذا وانتقل لاحقًا إلى نادي برادفورد سيتي في موسم 2002–03 في المرة الأولى ولمدة موسمين ثم في موسم 2012–13 ولمدة موسمين، مشاركًا طوالها في 91 مباراة سجل خلالها 21 هدفًا. ثم انتقل بعدها إلى نادي شيفيلد يونايتد في موسم 2003–04 واستمر معه طيلة ثلاثة مواسم، مشاركًا في 58 مباراة سجل خلالها 25 هدفًا. ليعود وينتقل من جديد، لكن هذه المرة إلى نادي بيرنلي في موسم 2005–06 واستمر معه طيلة ثلاثة مواسم، مشاركًا في 69 مباراة سجل خلالها 28 هدفًا. لينتقل بعدها إلى نادي تشارلتون أثلتيك في موسم 2007–08 واستمر معه طيلة ثلاثة مواسم، مشاركًا في 45 مباراة سجل خلالها 9 أهداف. ثم لعب في نادي بارنسلي في موسم 2009–10 واستمر معه طيلة ثلاثة مواسم، مشاركًا في 96 مباراة سجل خلالها 21 هدفًا.

## وصلات خارجية
- أندي غراي على موقع قاعدة بيانات كرة القدم.إي يو (الإنجليزية)
- أندي غراي على موقع ناشيونال فوتبول تيمز (الإنجليزية)
- أندي غراي على موقع Soccerbase.com (لاعب) (الإنجليزية)
- أندي غراي على موقع عالم كرة القدم.نت (الإنجليزية)